# De Potten
De Potten is de benaming voor een recreatiegebied in Offingawier bij de stad Sneek. Het park bestaat uit diverse stranden, een recreatieplas, jachthaven, restaurants, een vakantiepark en diverse overige voorzieningen en bosschage.

## Situering
Het gebied is gesitueerd rondom de Grote- en Kleine Potten en is op het vasteland gelegen aan de Paviljoenwei. Via het water is het gebied te bereiken via de Houkesloot en het Prinses Margrietkanaal. Het park ligt ook direct aan het Sneekermeer.

## Voorzieningen
Rondom de zwemplas (diepte 6 meter), die niet voor boten toegankelijk is, ligt een groot strand met onder andere speeltoestellen, een kleine boulevard, grote zonneweides en een sanitairgebouw. Aan de oostzijde van de plas is een naaktstrand. Ten zuiden van de zwemplas staat een uitkijktoren.
Aan de toegangsweg ligt bovendien een recreatiepark (RCN De Potten), waar een restaurant en onder meer kanoverhuur is te vinden. Naast het Paviljoen, ten zuiden van het zwemmeer, vertrekt de pont richting het Starteiland. Tussen het paviljoen en het zwemmeer ligt een jachthaven.

## Bereikbaarheid
Het gebied is in de Sneekweek bereikbaar via de Sneekermeerbus. De dichtstbijzijnde bushalte is aan de Fiifgeawei (lijnen 538 en 893). Het park is het beste te bereiken per fiets, boot of per auto.

## Openstelling
Het park is vrij toegankelijk.

## Trivia
- In de Sneekweek wordt op het park de Sneekweek Camping geopend door de gemeente Súdwest-Fryslân.[4]

Harinxmalandpark · 
Duinterpen · 
De Hooppark · 
Julianapark · 
De Potten · 
Rasterhoffpark · 
Spoordok · 
Wilhelminapark ·
Zwettebos

Parken in Friesland